# Ożarów (Ożarów Mazowiecki)
Ożarów – wschodnia część miasta Ożarów Mazowiecki  w województwie mazowieckim, w powiecie warszawskim zachodnim, w gminie Ożarów Mazowiecki.
Nazwa Ożarów jest niejednoznaczna, ponieważ w wyniku podziału wsi Ożarów po II wojnie światowej, może odnosić się do:
- zachodniej, zurbanizowanej części dawnej wsi Ożarów, która wraz z pobliskim Franciszkowem utworzyła najpierw 1 stycznia 1957 osiedle Ożarów-Franciszków, a 1 stycznia 1967 miasto Ożarów Mazowiecki, które w tych granicach przetrwało do końca 2013 roku. Środek ważkości tej części miasta znajduje się między ulicą Poznańską a Ożarowską; zasięgowi tej części Ożarowa odpowiada obręb ewidencyjny 07 (TERYT 143206_4)[5].
- wschodniej, niezurbanizowanej części dawnej wsi Ożarów, która stanowiła odrębną wieś (sołectwo Ożarów-Wieś) aż do 1 stycznia 2014, kiedy to została włączona do miasta Ożarowa Mazowieckiego[6][7]. Część ta obejmuje zabudowania wzdłuż ulicy Poznańskiej od ulicy Strzykulskiej na zachodzie po wschodnie granice miasta[8]; zasięgowi tej części Ożarowa odpowiada obręb ewidencyjny Ożarów (ТЕRYT 143206_4)[9].

Obecnie system TERYT przewiduje SIMC (0005983) dla wiejskiej części, włączonej do Ożarowa Mazowieckiego w 2014 roku (dawny SIMC wsi Ożarów-Wieś), natomiast główna, zurbanizowana część dawnej wsi Ożarów, a zarazem centrum obecnego miasta, nie posiada odrębnego SIMC (posiada go natomiast zrośnięty z Ożarowem Franciszków – 0921421).

## Historia
Ożarów to dawniej samodzielna wieś. Pierwsze wzmianki na temat Ożarowa pochodzą za czasów Kazimierza Wielkiego. Od 1475 Ożarów był osadą Księcia Mazowieckiego a od 1526 wsią królewską. W 1795 Ożarów znalazł się w zaborze pruskim, a od 1807 w nowo utworzonym Księstwie Warszawskim. Następnie pod zaborem rosyjskm w Królestwie Polskim. Od 1867 w gminy Ożarów w powiecie warszawskim w guberni warszawskiej. W 1901 roku w pobliskim Franciszkowie powstała huta szkła Ożarów, stanowiąca początek rozwoju przemysłu na terenie dzisiejszego Ożarowa Mazowieckiego.
Od 1919 w Polsce, w województwie warszawskim. W wyniku parcelacji wsi Ożarów wyrosła sieć osiedli wzdłuż historycznego traktu zachodniego, w tym Mickiewicza, Franciszków, Zientarówka i Balcerówka. 20 października 1933 utworzono gromadę Ożarów w granicach gminy Ożarów, składającą ze wsi Ożarów, kolonii Franciszków i wsi Jarzębówek.
Podczas II wojny światowej w Generalnym Gubernatorstwie, w powiecie Warschau w dystrykcie warszawskim. W 1943 liczba mieszkańców  Ożarowa wynosiła 3506 mieszkańców.

### Podział Ożarowa
Po wojnie dokonano podziału Ożarowa: 
- zachodnia, zurbanizowana część wsi Ożarów z Franciszkowem utworzyła odrębną gromadę o nazwie Ożarów-Franciszków,
- niezurbanizowana, wschodnia część wsi Ożarów stanowiła nadal odrębną gromadę o nazwie Ożarów, także nazywaną Ożarowem-Wsią),
- parcele na północ i na południe od wsi Ożarów (obecne obręby ewidencyjne 2, 3, 4, 5, 6 i 10) utworzyły odrębną gromadę o nazwie Ożarów-Parcele.

1 lipca 1952 wszystkie te trzy gromady (należące do gminy Ożarów) włączono do nowo utworzonego powiatu pruszkowskiego w województwie warszawskim.
W związku z reformą administracyjną państwa jesienią 1954 zniesiono gminy, w tym gminę Ożarów. 
- dotychczasowe gromady Ożarów-Franciszków i Ożarów-Parcele (a także enklawa dotychczasowej gromady Ożarów[17]) utworzyły nową gromadę Ożarów Franciszków,
- wiejski Ożarów wszedł natomiast w skład odrębnej gromady Ożarów, która objęła także wsie Duchnice i Konotopę[18].

### Ożarów po 1957

#### Ożarów-Franciszków(część zachodnia)
1 stycznia 1957 gromadę Ożarów-Franciszków zniesiono w związku z nadaniem jej statusu osiedla, przez co zachodnia część Ożarowa, Franciszków i Parcele stały się formalnie jednym organizmem osadniczym. 1 stycznia 1958 do osiedla Ożarów-Franciszków przyłączono teren przemysłowy ze wsi Ożarów (obecny obręb ewidencyjny 09) a 31 grudnia 1961 wieś Ołtarzew-Kolonia (obecny obręb ewidencyjny 01). 1 stycznia 1967 osiedle Ożarów-Franciszków otrzymało status miasta z równoczesną zmianą nazwy na Ożarów Mazowiecki.

#### Ożarów-Wieś(część wschodnia)
Wschodnia, wiejska część Ożarowa zachowała swoją odrębność względem Ożarowa Mazowieckiego. 1 stycznia 1958 z gromady Ożarów wyłączono część wsi Ożarów (obecny obręb ewidencyjny 09), włączając ją do osiedla Ożarów-Franciszków; granica między osiedlem a gromadą biegła odtąd na zachód od zakładów przemysłowych K3, wzdłuż ulicy Poznańskiej i wzdłuż ulicy Strzykulskiej. Wieś Ożarów przetrwała w gromadzie Ożarów do końca 1972 roku, czyli do kolejnej reformy gminnej. W 1971 roku ludność Ożarowa wynosiła 230 mieszkańców. 1 stycznia 1973 Ożarów wszedł w skład rekatywowanej gminy Ożarów Mazowiecki. W latach 1975–1998 miejscowość położona była w województwie warszawskim. Od 1999 w powiecie warszawskim zachodnim w województwie mazowieckim. Ożarów-Wieś funkcjonował jako samodzielna wieś do końca 2013 wieku (jako sołectwo Ożarów-Wieś o powierzchni 241,98 ha), kiedy to została włączona do Ożarowa Mazowieckiego z dniem 1 stycznia 2014.